# Irianobates krikkeni
Irianobates krikkeni là một loài bọ cánh cứng trong họ Tenebrionidae. Loài này được Kaszab miêu tả khoa học đầu tiên năm 1986.